# Beratende Landesversammlung des Landes Baden
Die Beratende Landesversammlung für Baden war ein nach dem Zweiten Weltkrieg bestehendes Gremium zur Ausarbeitung einer Landesverfassung. Als Vorgänger des Badischen Landtags entsprach sie den Beratenden Landesversammlungen in den beiden anderen Ländern der französischen Besatzungszone Rheinland-Pfalz und Württemberg-Hohenzollern sowie den Ernannten Landtagen der Länder in der amerikanischen und britischen Besatzungszone.

## Geschichte

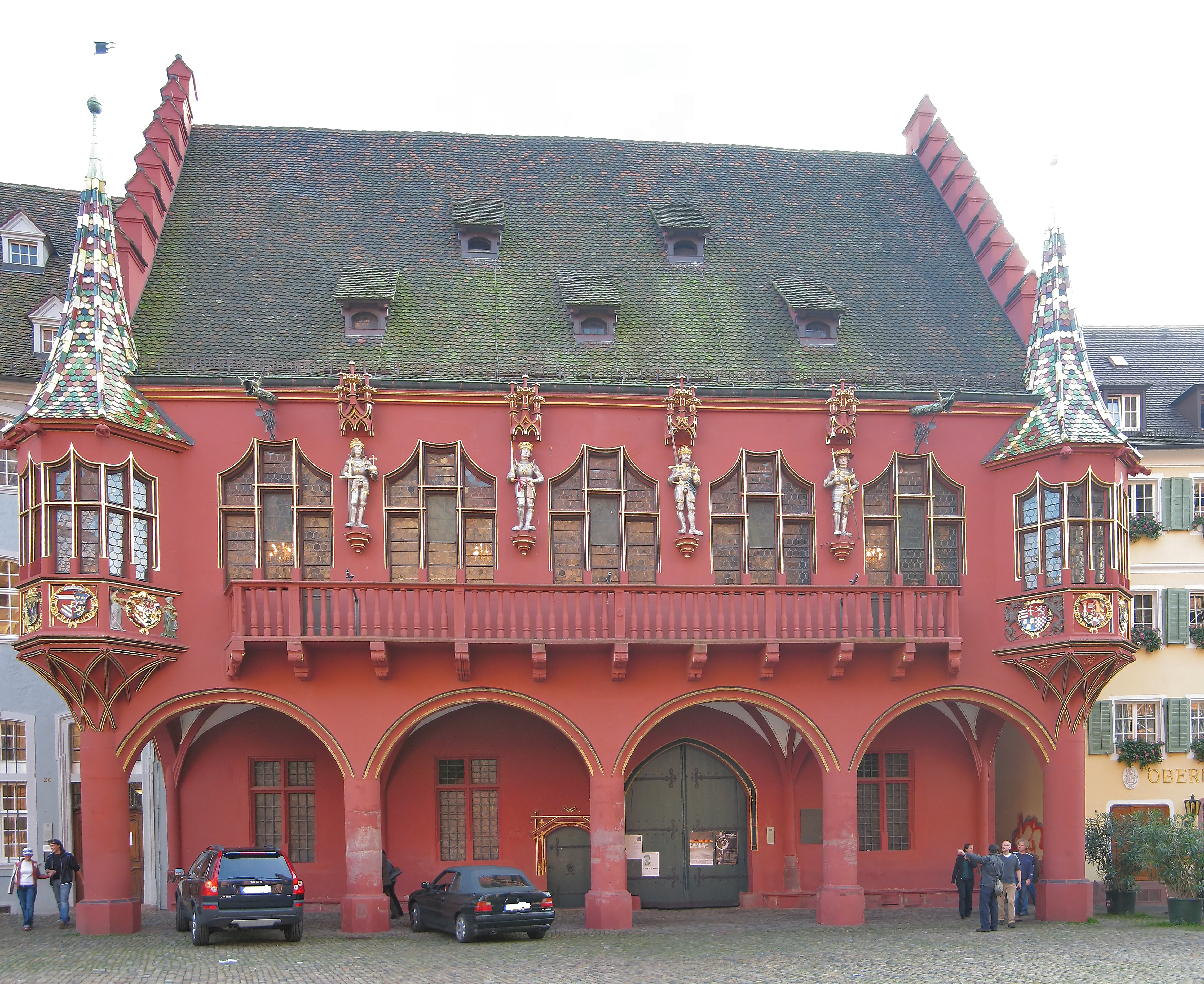
Historisches Kaufhaus in Freiburg – Tagungsort der beratenden Versammlung

Nach dem Zweiten Weltkrieg wurden die Länder Baden und Württemberg zwischen der amerikanischen Besatzungszone im Norden und der französischen im Süden aufgeteilt. Innerhalb der französischen Zone wurden die Länder Württemberg-Hohenzollern und Baden gegründet, in der amerikanischen Zone das Land Württemberg-Baden.
Am 1. Dezember 1945 zog die französische Militärregierung für Baden von Karlsruhe nach Freiburg um. Gleichzeitig verlegte die Vorläufige Landesverwaltung Baden, der in Karlsruhe eingesetzte Ministerialdirektoren vorstanden, ihre Dienststellen ebenfalls nach Freiburg. In den Wochen danach wurden verschiedene Parteien in Baden gegründet. Hierzu gehörten die Badische Christlich-Soziale Volkspartei (BCSV), eine Vorgängerorganisation der CDU und die Demokratische Partei (DemP), ein Vorläufer der FDP. Im Mai 1946 ordnete die Militärregierung die Aufstellung von Wählerlisten für die Gemeindeversammlungen und bald darauf auch für die Kreisversammlungen an. Die Wahlen für die Gemeindeversammlungen fanden am 15. September 1946 und die Wahlen für die Kreisversammlungen am 13. Oktober 1946 statt. Die französische Militärverwaltung ordnete am 8. Oktober 1946 die Konstituierung der Beratenden Landesversammlung für Baden an, deren Hauptaufgabe die Ausarbeitung eines Verfassungsentwurfs sein sollte. Die Wahl der Mitglieder der Beratenden Landesversammlung erfolgte am 17. November 1946 in Freiburg. Die Wahl erfolgte nach dem Verhältniswahlsystem über die Listen der zugelassenen Parteien durch zwei Wahlgremien. Das erste Wahlgremium bestand aus den Delegierten der Kreisversammlungen, dem zweiten Gremium gehörten die Mitglieder der Gemeindeversammlungen der Städte über 7.000 Einwohner an. Wählbar waren nur Mitglieder der Gemeindeversammlungen und Mitglieder der Kreisversammlungen.
Die Beratende Landesversammlung trat am 22. November 1946 zu ihrer konstituierenden Sitzung unter dem Alterspräsidenten Otto Vielhauer im Historischen Kaufhaus in Freiburg zusammen. Sie nahm den von ihr ausgearbeiteten Verfassungsentwurf in ihrer 16. und letzten Sitzung am 21. April 1947 mit 40 gegen zwölf Stimmen an. Nachdem die französische Militärregierung dem Text der Verfassung zugestimmt hatte, wurde die Verfassung des Landes Baden der Bevölkerung gleichzeitig mit der Wahl zum ersten Landtag am 18. Mai 1947 zur Abstimmung vorgelegt und mit 67,9 % der Stimmen angenommen.

## Präsident
Auf der konstituierenden Sitzung der Beratenden Landesversammlung am 22. November 1946 wurde Leo Wohleb (BCSV) zu ihrem Präsidenten gewählt. Erster Stellvertreter war Franz Geiler (SPD), Zweiter Stellvertreter Georg Mall (DemP) und Dritter Stellvertreter Erwin Eckert (KPD). Nach der Wahl Wohlebs zum Präsidenten des Staatssekretariats am 3. Dezember 1946 wählte die Versammlung Karl Person zu ihrem Präsidenten. Georg Mall wurde im März 1947 durch Otto Vielhauer als Stellvertreter abgelöst.
Generalsekretär der Beratenden Landesversammlung war Walter Ehling.

## Zusammensetzung
Die Beratende Landesversammlung setzte sich wie folgt zusammen:
| Partei | Sitze |
| ------ | ----- |
| BCSV   | 37    |
| SPD    | 11    |
| DemP   | 9     |
| KPD    | 4     |
| Gesamt | 61    |

## Mitglieder
| Mitglied der Beratenden Landesversammlung | Lebensdaten | Partei | Anmerkungen                                                       |
| ----------------------------------------- | ----------- | ------ | ----------------------------------------------------------------- |
| Fritz Arnold                              | 1883–1950   | SPD    |                                                                   |
| Heinrich Baumer                           | 1891–1962   | BCSV   |                                                                   |
| Johann Bertsche                           | 1885–1964   | BCSV   |                                                                   |
| Karl Böhler                               | 1902–1959   | BCSV   |                                                                   |
| Arend Braye                               | 1890–1960   | SPD    |                                                                   |
| Alfred Broß                               | 1897–1969   | BCSV   |                                                                   |
| Wilhelm Büche                             | 1906–1980   | KPD    |                                                                   |
| Josef Burger                              | 1900–1972   | BCSV   |                                                                   |
| Balthasar Burkart                         | 1896–1960   | BCSV   |                                                                   |
| Hermann Dietsche                          | 1884–1972   | BCSV   |                                                                   |
| Wilhelm Dörr                              | 1882–1954   | DemP   |                                                                   |
| Karl Ebert                                | 1900–1950   | BCSV   |                                                                   |
| Erwin Eckert                              | 1893–1972   | KPD    |                                                                   |
| Wilhelm Eckert                            | 1899–1980   | BCSV   |                                                                   |
| Hermann Fecht                             | 1880–1952   | BCSV   |                                                                   |
| Franz Geiler                              | 1879–1948   | SPD    |                                                                   |
| Herbert Gladitsch                         | 1905–1956   | BCSV   |                                                                   |
| Ernst Gloeser                             | 1877–1956   | DemP   |                                                                   |
| Eugen Gottstein                           | 1897–1978   | SPD    |                                                                   |
| Friedrich Graf                            | 1880–1954   | BCSV   |                                                                   |
| Ludwig Graf                               | 1880–1962   | DemP   |                                                                   |
| Ernst Haas                                | 1901–1979   | SPD    |                                                                   |
| Josef Harbrecht                           | 1884–1966   | BCSV   |                                                                   |
| Anton Hilbert                             | 1898–1986   | BCSV   |                                                                   |
| Wilhelm Hoch                              | 1893–1954   | BCSV   |                                                                   |
| Wolfgang Hoffmann                         | 1893–1956   | BCSV   |                                                                   |
| Franz Knapp                               | 1880–1973   | BCSV   |                                                                   |
| Edith Kelber                              | 1904–1992   | BCSV   |                                                                   |
| Alfons Kist                               | 1913–1986   | BCSV   |                                                                   |
| Karl Kraut                                | 1889–1968   | BCSV   |                                                                   |
| Otto Kuner                                | 1879–1953   | BCSV   |                                                                   |
| Eduard Lais                               | 1893–1974   | BCSV   |                                                                   |
| Erich Lechler                             | 1890–1963   | BCSV   |                                                                   |
| Friedrich Leibbrandt                      | 1894–1960   | SPD    |                                                                   |
| Karl Löhle                                | 1903–1957   | SPD    |                                                                   |
| Friedrich Maier                           | 1894–1960   | SPD    |                                                                   |
| Georg Mall                                | 1878–1956   | DemP   | Mandat niedergelegt im Februar 1947 (Nachfolger: Georg Menges)    |
| Philipp Martzloff                         | 1880–1962   | SPD    |                                                                   |
| Karl Marz                                 | 1898–1977   | DemP   |                                                                   |
| Georg Menges                              | 1888–1973   | DemP   | eingetreten am 4. März 1947 für Georg Mall                        |
| Karl Person                               | 1887–1956   | BCSV   |                                                                   |
| Peter Raule                               | 1891–1972   | DemP   | eingetreten am 4. März 1947 für Ernst Walker                      |
| Gottlieb Reinbold                         | 1892–1985   | BCSV   |                                                                   |
| Eugen Reuter                              | 1885–1955   | BCSV   |                                                                   |
| Lambert Schill                            | 1888–1976   | BCSV   |                                                                   |
| Ernst Schlapper                           | 1888–1976   | BCSV   |                                                                   |
| Gerda Schlayer-von Puttkamer              | 1901–1953   | SPD    |                                                                   |
| Hans Schloeder                            | 1877–1949   | BCSV   |                                                                   |
| Hermann Schneider                         | 1896–1980   | BCSV   |                                                                   |
| Alois Schnorr                             | 1896–1962   | BCSV   |                                                                   |
| Josef Schüttler                           | 1902–1972   | BCSV   |                                                                   |
| Katharina Seifried                        | 1904–1991   | KPD    |                                                                   |
| Jakob Treffeisen                          | 1894–1962   | KPD    |                                                                   |
| Ludwig Ulrich                             | 1896–1980   | BCSV   |                                                                   |
| Otto Vielhauer                            | 1875–1958   | DemP   |                                                                   |
| Friedrich Vortisch                        | 1899–1991   | DemP   |                                                                   |
| Paul Waeldin                              | 1888–1969   | DemP   |                                                                   |
| Ernst Walker                              | 1887–1955   | DemP   | Mandat niedergelegt am 20. Februar 1947 (Nachfolger: Peter Raule) |
| Anton Wernet                              | 1895–1968   | BCSV   |                                                                   |
| Wilhelm Werrlein                          | 1878–1956   | BCSV   |                                                                   |
| Oskar Wirth                               | 1884–1956   | BCSV   |                                                                   |
| Leo Wohleb                                | 1888–1955   | BCSV   |                                                                   |
| Karl Zapp                                 | 1893–1955   | SPD    |                                                                   |